# Herolind Shala
Pour les articles homonymes, voir Shala.
Herolind Shala, né le 1er février 1992 à Porsgrunn en Norvège, est un footballeur international kosovar évoluant au poste de milieu de terrain. Il joue au BB Erzurumspor.

## Carrière

### En club
Il naît à Porsgrunn de parents albanais originaires du Kosovo. Lors de sa formation, Shala joue au Tollnes BK et au Notodden FK.
Le 11 janvier 2015, Shala signe un contrat de trois ans et demi avec le club ayant le plus gros palmarès de Tchéquie, le Sparta Prague. Il fait ses débuts le 23 février 2015 contre le FK Příbram en étant titulaire, il est remplacé par Václav Kadlec à la 54e minute, le Sparta gagnant 4-1.

### En équipe nationale
Il représente la Norvège chez les - de 17 ans et les - de 20 ans.
Lorsqu'il est appelé pour les sélections norvégienne et albanaise des moins de 21 ans en mai 2013, il se retire des sélections norvégiennes car il souhaite représenter exclusivement l'Albanie. Le 11 juillet 2013, il fait ses débuts pour l'Albanie espoirs contre la Bosnie-Herzégovine, en jouant l'intégralité du match.
Il reçoit sa première sélection en équipe d'Albanie le 14 novembre 2014 contre la France.